# Edith Bosch
Edith Bosch (n. 31 mai 1980, Den Helder, Olanda de Nord, Țările de Jos) este o sportivă ce a reprezentat Regatul Țărilor de Jos, medaliată olimpică. A participat la 4 ediții ale Jocurilor Olimpice (2000, 2004, 2008, 2012) în care a câștigat o medalie de argint și două medalii de bronz.